# 沈韬文
沈韬文（9世纪—10世纪），中国五代十国时期湖州人。父沈攸，常州刺史。沈韬文性介洁好学，能属文。效力吴越国，为元帅府典谒，参画军务，时时有所禆益，累官左武卫上将军。
天福四年即齐国昇元三年（939年）二月，皇帝徐诰改名李昪，改国号唐，史称南唐；四月，吴越国命沈韬文为使者出使南唐致贺。但其实吴越国王钱元瓘对李昪冒称唐朝后裔不以为然，沈韬文说：“这就好像乡校有姓孔的，人们称他为孔夫子，有何奇怪！”钱元瓘大笑，赏赐他卮酒。
天福五年（940年）十一月，沈韬文自检校太保授湖州刺史，甚有清名。

## 作品
《游西湖》：
□□□□□□□，菰米苹花似故乡。不是不归归未得，好风明月一思量。